# Cantó d'Angers-Oest
El cantó d'Angers-Oest és una antiga divisió administrativa francesa del departament de Maine i Loira, situat al districte d'Angers. Té 3 municipis i el cap es Angers. Va desaparèixer el 2015.

## Municipis
- Angers (part)
- Beaucouzé
- Bouchemaine

## Història
| Data d'elecció                           | Identitat        | Partit                     | Qualitat |
| ---------------------------------------- | ---------------- | -------------------------- | -------- |
| 1945-1949                                | Germaine Canonne | SFIO                       |          |
| 1949-1955                                | Yves Bourbeillon | RPF                        |          |
| 1955-1998                                | Jean Turc        | CNI, després UDF           |          |
| 1998-2011                                | Hervé Carré      | PS, després sense etiqueta |          |
| 2011-2015                                | Fatimata Amy     | PS                         |          |
| les dades anteriors no són pas conegudes |                  |                            |          |
|                                          |                  |                            |          |

## Demografia
| A partir de 1990: Població sense dobles comptes |